# Pi Tauri
Pi Tauri (π Tau / π Tauri) è una stella gigante gialla, di classe spettrale G7IIIa, visibile nella costellazione del Toro. Anche se simile ad altre giganti come Capella A (α Aurigae), ε Virginis e ο Tauri, emette molta più luce ed è quattro volte più luminosa di Capella A e ε Virginis e ben 324 volte più luminosa del Sole.
È stata misurata una temperatura superficiale pari a 5011 K. Il suo raggio corrisponde a 30 raggi solari, valore ottenuto dalla misurazione diretta del suo diametro angolare, pari a 1,55 millisecondi d'arco. Come altre giganti, ruota lentamente su sé stessa, con una velocità di rotazione di proiezione di 4,96 km/s.

La sua metallicità è paragonabile a quella solare ([Fe/H] = - 0,08). Ha una massa pari a circa 4 masse solari e la sua età è stata stimata di 170 milioni di anni.
Sebbene appaia prospetticamente nell'ammasso aperto delle Iadi, non ne fa parte. Come conferma, il valore della sua distanza dal Sole, pari a 455 anni luce, è circa tre volte quello del centro dell'ammasso, che dista circa 151 anni luce dal Sole.

Appare come un oggetto con magnitudine di +4,69.